# 第180步兵師 (德國國防軍)
德國國防軍陸軍第180步兵師（德語：180. Infanterie-Division）是納粹德國國防軍陸軍的一個步兵師。該師於1939年11月在不来梅組建。
該師組建時，稱為第10/2後備部隊指揮官（德語：Kommandeur der Ersatztruppen X/II），不久改編為第180師（德語：180. Division），同年12月改編為180號師（德語：Division Nr. 180）。
1944年間，該師改編為180號作戰師（德語：Einsatz-Division Nr. 180），同年10月改編為第180步兵師。
該師最後於1945年4月在魯爾口袋受重創後解散。

## 註腳
1. ↑  Mitcham（2007年）